# Étrez
Étrez est une ancienne commune française située dans le département de l'Ain en région Auvergne-Rhône-Alpes. Le 1er janvier 2019, elle fusionne avec Cras-sur-Reyssouze et devient une commune déléguée de la commune nouvelle de Bresse Vallons.
La commune a connu une forte expansion démographique entre 1975 et 2013 en doublant sa population. Avec 17 associations, elle possède un tissu associatif certain.

## Géographie
Étrez est un petit village bressan situé à 20 km au nord de Bourg-en-Bresse, environ 70 km de Lyon, 30 km de Mâcon et 40 km de Lons-le-Saunier. Il n'est pas non plus très loin de la Suisse (70 km).

### Communes limitrophes
|            | Foissiat                                     |        |
| Malafretaz | Étrez                                        | Marboz |
|            | (Cras-sur-Reyssouze - Cne de Bresse Vallons) |        |

## Histoire
Par un arrêté préfectoral du 21 décembre 2018, Étrez forme Bresse Vallons avec la commune déléguée de Cras-sur-Reyssouze au 1er janvier 2019.

## Politique et administration
| Période   | Période          | Identité                  | Étiquette | Qualité       |
| --------- | ---------------- | ------------------------- | --------- | ------------- |
| juin 1995 | mars 2001        | Michel Bernard            |           |               |
| mars 2001 | mars 2014        | Jean-Louis Peltier        |           | Réélu en 2008 |
| mars 2014 | 31 décembre 2018 | Virginie Grignola-Bernard | SE        | Cadre         |

| Période        | Période  | Identité                  | Étiquette | Qualité |
| -------------- | -------- | ------------------------- | --------- | ------- |
| 8 janvier 2019 | En cours | Virginie Grignola-Bernard | SE        | Cadre   |

## Démographie
L'évolution du nombre d'habitants est connue à travers les recensements de la population effectués dans la commune depuis 1793. Pour les communes de moins de 10 000 habitants, une enquête de recensement portant sur toute la population est réalisée tous les cinq ans, les populations de référence des années intermédiaires étant quant à elles estimées par interpolation ou extrapolation. Pour la commune, le premier recensement exhaustif entrant dans le cadre du nouveau dispositif a été réalisé en 2008.
En 2018, la commune comptait 806 habitants, en évolution de +1,26 % par rapport à 2012 (Ain : +5,15 %, France hors Mayotte : +2,11 %).
| 1793 | 1800 | 1806 | 1821 | 1831 | 1836 | 1841 | 1846 | 1851 |
| ---- | ---- | ---- | ---- | ---- | ---- | ---- | ---- | ---- |
| 494  | 400  | 489  | 518  | 533  | 531  | 505  | 503  | 512  |

| 1856 | 1861 | 1866 | 1872 | 1876 | 1881 | 1886 | 1891 | 1896 |
| ---- | ---- | ---- | ---- | ---- | ---- | ---- | ---- | ---- |
| 527  | 530  | 576  | 570  | 643  | 623  | 620  | 603  | 595  |

| 1901 | 1906 | 1911 | 1921 | 1926 | 1931 | 1936 | 1946 | 1954 |
| ---- | ---- | ---- | ---- | ---- | ---- | ---- | ---- | ---- |
| 595  | 604  | 570  | 532  | 554  | 505  | 487  | 498  | 445  |

| 1962 | 1968 | 1975 | 1982 | 1990 | 1999 | 2006 | 2008 | 2013 |
| ---- | ---- | ---- | ---- | ---- | ---- | ---- | ---- | ---- |
| 429  | 398  | 398  | 505  | 510  | 642  | 754  | 786  | 793  |

| 2018 | - | - | - | - | - | - | - | - |
| ---- | - | - | - | - | - | - | - | - |
| 806  | - | - | - | - | - | - | - | - |

## Économie
La vie économique d'Étrez s'articule principalement autour de 2 industries.

### La laiterie coopérative

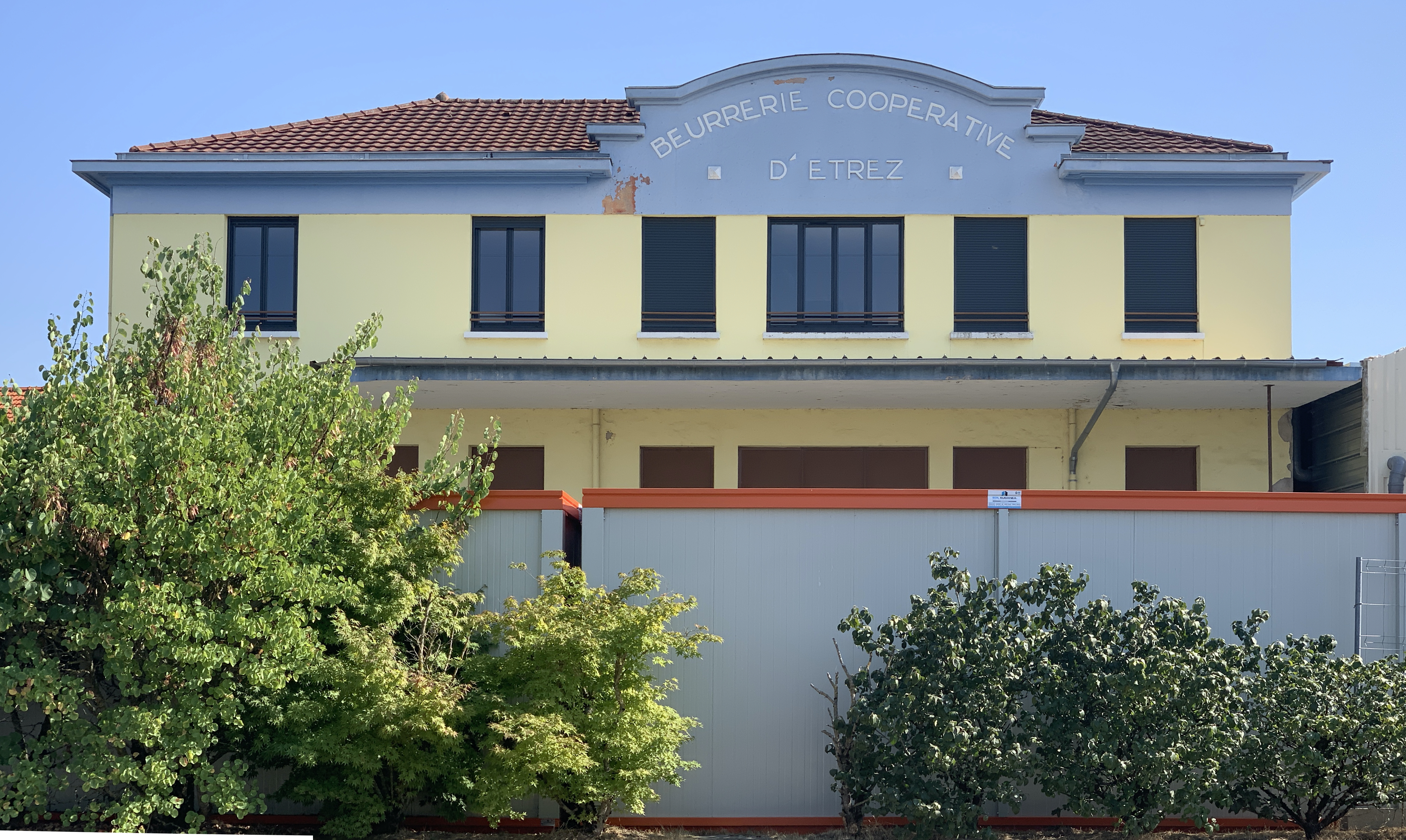
Laiterie coopérative.

Elle fut créée en 1938 autour de 520 sociétaires et traitait 3 000 000 litres de lait par an. En 2016, elle compte encore 59 sociétaires et traite 31 000 000 litres de lait.

#### Historique de la laiterie
- 1938 : Création de la Coopérative.
- 1975 : Absorption de la beurrerie coopérative de Marsonnas.
- 1986 : Fusion avec la Laiterie Coopérative de Beaupont.
- 1994 : Fermeture du site de Beaupont, agrandissement et mise aux normes européennes de l'usine d'Étrez.
- 2003 : 112 sociétaires, 28 000 000 litres de lait par an.
- 2016 : Fusion avec la laiterie de Saint-Denis-lès-Bourg[7]

Elle produit du beurre, de la crème, des fromages frais, des yaourts nature et aux fruits, de l'emmental au lait cru et du metton (utilisé pour la production de cancoillotte). Depuis 2012, elle produit de la crème et du beurre de Bresse AOP.

### Stockage de gaz deStorengy(filiale d'Engie)
Installé sur la commune d'Étrez depuis plus de 30 ans, c’est le premier stockage souterrain en cavités salines de France, et un des premiers d'Europe. Il comporte 25 cavités en exploitation creusées dans une couche de sel d’une épaisseur de 650 mètres à une profondeur de variant de 1 250 à 1 900 m. La capacité d’une cavité est de l’ordre de 300 000 m3 et la capacité de stockage du site doublera d’ici 2015. En 2010, cette capacité avoisinait le milliard de mètres cubes de gaz naturel. Depuis la mi-2010, des travaux sont réalisés pour la réhabilitation et la rénovation du site d'Étrez.

### Usine chimique Solvay
L'usine Solvay de Tavaux (Jura), a exploité, à partir de 1930, un important gisement souterrain de sel à Poligny (Jura).
À partir de 1977, c'est de la saumure diluée, pompée dans le gisement d'Étrez, et transportée par saumoduc, qui a servi à la dissolution du sel dans le sous-sol. Le gisement s'épuisant, cette saumure est envoyée, depuis 2007 (toujours par saumoduc), vers le gisement de sel découvert à Marboz (Ain), distant de 6 km.

### Lieux et monuments

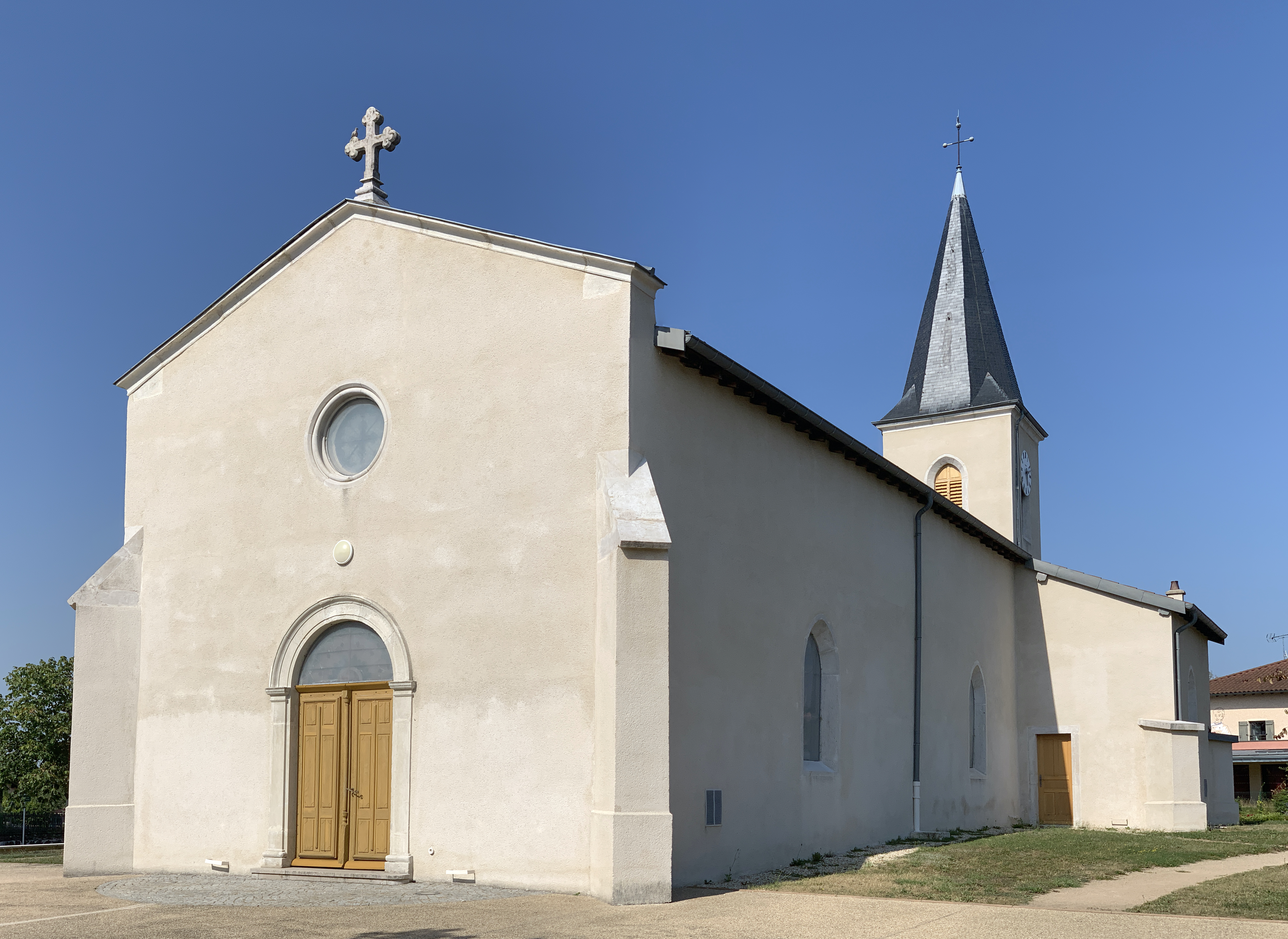
L'église du village.

## Pour approfondir